# Епископ Григорије II
Григорије II је био рашки епископ за време краља Милутина (1282—1321).
Био је необично савестан преписивач књига. Године 1305. преписао је у свом манастиру Светих апостола у Расу законик Светог Саве или Крмчију и даровао је Хиландару. За тај препис сам Григорије вели у запису, да га је трипут од речи до речи упоређивао са оригиналом, добијеним из архиепископије.
Пре избора за епископа био је сабрат манастира Хиландара. За епископа рашког изабран је после епископ Филипа, између 1. септембра 1304. и 31. августа 1305. Био је епископ до 1313. године. Српска православна црква га прославља као светитеља у склопу празника Сабор светих српских просветитеља и учитеља 30. августа по јулијанском тј. 12. септембра по грегоријанском календару.
Његов је био велики сребрни крст, са комадићем дрвета са Христовог Крста, дар краља Милутина рашкој епископији, којег је 1421. заложио у Дубровнику Никола Грујовић. Године 1437. тај је крст дарован новосаграђеној доминиканској цркви Св. Крста у Гружу, а 1618. пренесен је на чување у доминикански манастир у Дубровнику. Од тада је сваке године о слави грушке цркве свечано ношен из Дубровника у Груж. Године 1697. приликом преношења, један је фратар отцепио честицу с комадића дрвета Христова крста у том крсту и даровао је Филипу барону Напуљцу, који ју је поклонио царици Амалији, жени аустријског цара Јосифа I. Царица ју је оковала у један диван крст окићен драгим камењем, а касније, посредством генерала Франа Шишкова Гундулића, добила је и сведочанство дубровачких доминиканаца, да је тај комадић крста Христа из крста српскога епископа Григорија II. Да би се та велика светиња сачувала од даљег сличног оштећивања, престао се 1714. носити тај крст у Груж, те је за грушку цркву начињена сребрна копија тога крста, и у њега постављена једна честица, отцепљена са светог дрвета из старог крста, а оригинал се и данас налази у доминиканској ризници у Дубровнику.